# Parenteral administration
Parenteral administration af et lægemiddel angiver administration uden om mavetarmkanalen. I praksis anvendes betegnelsen om administrationsveje hvor man injicerer et lægemiddel, fx intravenøst (i en vene), intramuskulært (i en muskel) eller subkutant (under huden).
| Lægevidenskab | Spire Denne artikel om lægevidenskab er en spire som bør udbygges. Du er velkommen til at hjælpe Wikipedia ved at udvide den. |